# Nueva Zelanda en la Copa Mundial de Rugby de 2019
La selección neozelandesa fue una de los 20 países participantes de la Copa Mundial de Rugby de 2019 que se realizó en Japón.
Los All Blacks llegaron como doble campeones del mundo, por lo cual no se les exigía un gran torneo ni eran favoritos al título. No obstante, los kiwis hicieron un excelente torneo y solo perdieron en las semifinales ante la Rosa.

## Plantel

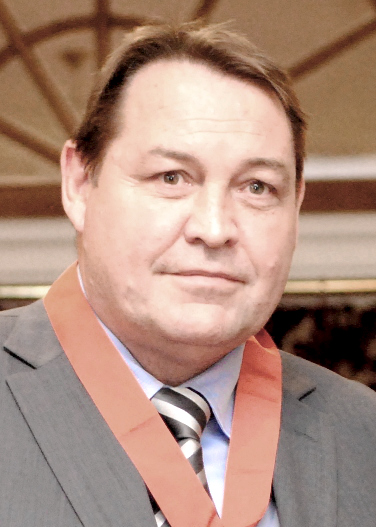
Steve Hansen fue el entrenador.

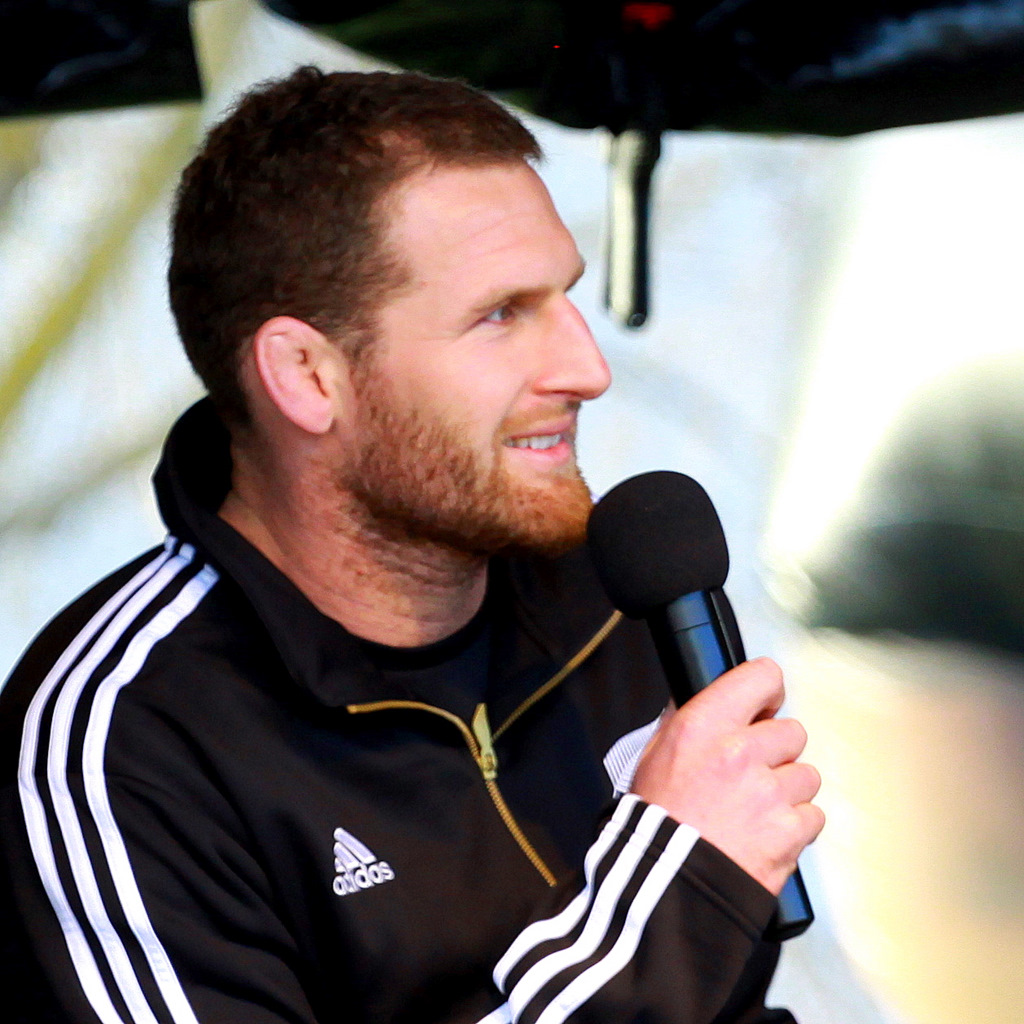
Kieran Read fue el capitán.

La siguiente fue la lista de los convocados:
En negrita los jugadores titulares con sus respectivos números de dorsal.
|                          | Jugador             | Edad    | Posición      | Tests | Equipo      |
| ------------------------ | ------------------- | ------- | ------------- | ----- | ----------- |
| Hookers y Pilares        |                     |         |               |       |             |
|                          | Dane Coles          | 38 años | Hooker        | 66    | Hurricanes  |
|                          | Liam Coltman        | 35 años | Hooker        | 7     | Highlanders |
| 3                        | Nepo Laulala        | 33 años | Pilar         | 23    | Chiefs      |
| 1                        | Joe Moody           | 36 años | Pilar         | 43    | Crusaders   |
|                          | Atu Moli            | 29 años | Pilar         | 3     | Chiefs      |
| 2                        | Codie Taylor        | 33 años | Hooker        | 48    | Crusaders   |
|                          | Angus Ta'avao       | 34 años | Pilar         | 11    | Chiefs      |
|                          | Ofa Tu'ungafasi     | 32 años | Pilar         | 33    | Blues       |
| Segundas líneas          |                     |         |               |       |             |
|                          | Scott Barrett       | 31 años | Segunda línea | 33    | Crusaders   |
| 4                        | Brodie Retallick    | 33 años | Segunda línea | 78    | Chiefs      |
|                          | Patrick Tuipulotu   | 32 años | Segunda línea | 28    | Blues       |
| 5                        | Sam Whitelock       | 36 años | Segunda línea | 115   | Crusaders   |
| Alas y Octavos           |                     |         |               |       |             |
| 7                        | Sam Cane            | 33 años | Ala           | 65    | Chiefs      |
|                          | Shannon Frizell     | 31 años | Octavo        | 8     | Highlanders |
| 8                        | Kieran Read         | 39 años | Octavo        | 124   | Crusaders   |
| 6                        | Ardie Savea         | 31 años | Ala           | 41    | Hurricanes  |
|                          | Matt Todd           | 36 años | Ala           | 24    | Crusaders   |
| Medios scrums            |                     |         |               |       |             |
|                          | TJ Perenara         | 33 años | Medio scrum   | 62    | Hurricanes  |
| 9                        | Aaron Smith         | 36 años | Medio scrum   | 89    | Highlanders |
|                          | Brad Weber          | 34 años | Medio scrum   | 4     | Chiefs      |
| Aperturas y Centros      |                     |         |               |       |             |
|                          | Jordie Barrett      | 28 años | Apertura      | 14    | Hurricanes  |
|                          | Ryan Crotty         | 36 años | Centro        | 47    | Crusaders   |
| 13                       | Jack Goodhue        | 29 años | Centro        | 11    | Crusaders   |
| 12                       | Anton Lienert-Brown | 29 años | Centro        | 40    | Chiefs      |
| 10                       | Richie Mo'unga      | 30 años | Apertura      | 14    | Crusaders   |
|                          | Sonny Bill Williams | 39 años | Centro        | 55    | Blues       |
| Fullbacks y Wings        |                     |         |               |       |             |
| 15                       | Beauden Barrett     | 33 años | Fullback      | 80    | Hurricanes  |
| 11                       | George Bridge       | 29 años | Wing          | 7     | Crusaders   |
|                          | Rieko Ioane         | 27 años | Wing          | 28    | Blues       |
| 14                       | Sevu Reece          | 28 años | Wing          | 5     | Crusaders   |
|                          | Ben Smith           | 38 años | Fullback      | 83    | Highlanders |
| Entrenador: Steve Hansen |                     |         |               |       |             |

### Cuerpo técnico
Entrenador: Steve Hansen
- Entrenador de Backs: Ian Foster
- Entrenador de Scrum: Mike Cron
- Entrenador de Defensa: Scott McLeod

## Legado
Fue el último mundial de los históricos: Whitelock, el capitán Read, Ben Smith y Williams. Con el 86.9%, Hansen se retiró como el mejor entrenador de los últimos 50 años.